# 威尔逊 (路易斯安那州)
威尔逊（英語：Wilson），是美国路易斯安那州下属的一座村镇。根据2010年美国人口普查，该市有人口595人。建置上，属于“village”。